# Eucelatoria leucophaeata
Eucelatoria leucophaeata là một loài ruồi trong họ Tachinidae.